# Florin Iordache
Pour les articles homonymes, voir Iordache.
Florin Iordache, né le 14 décembre 1960 à Caracal, est un homme politique roumain membre du Parti social-démocrate (PSD).

## Biographie
Il est député depuis décembre 2000 et ministre de la Justice de janvier à février 2017.
Durant les manifestations de 2017, des dizaines de milliers de personnes demandèrent sa démission suite  l'introduction d'un décret modifiant le Code pénal et facilitant les amnisties et les grâces pour abus de pouvoir.